# Fremont (Ohio)
Fremont è una località degli Stati Uniti d'America, capoluogo della contea di Sandusky, nello Stato dell'Ohio.